# Camden County, North Carolina
Camden County är ett administrativt område i delstaten North Carolina, USA, med 9 980 invånare. Den administrativa huvudorten (county seat) är Camden.

## Geografi
Enligt United States Census Bureau så har countyt en total area på 793 km². 624 km² av den arean är land och 8 km² är vatten.

### Angränsande countyn
- Currituck County - nordost
- Tyrrell County - syd-sydväst
- Pasquotank County - sydväst
- Gates County - nordväst
- Suffolk, Virginia - nord-nordväst